# Geografija Irana
Geografsko se Iran nahaja v zahodni Aziji in meji na Omanski zaliv, Perzijski zaliv in Kaspijsko jezero. Njegove gore so pomagale oblikovati tako politično kot tudi gospodarsko zgodovino države. Gore obdajajo mnoge široke doline (kotline) ali planote, na katerih se nahajajo velika kmetijska in urbana naselja. Do 20. stoletja, ko so bile zgrajene glavne avtoceste in železnice preko gora in povezale centre prebivalstva, so bili ti bazeni relativno izolirani med seboj.
Značilno je, da vsako kotlino obvladuje eno od večjih mest in ustvarja zapletene gospodarske odnose med mestom in več sto vasmi, ki ga obkrožajo. V višjih legah na obrobju kotlin, plemenske skupine še vedno živijo nomadsko življenje in se gibljejo s svojimi čredami ovac in koz med tradicionalno poletnimi in zimskimi pašniki. V državi ni večjih rečnih sistemov. Z gorami je oviran tudi enostaven dostop do Perzijskega zaliva in Kaspijskega jezera.
S površino 1.648.000 kvadratnih kilometrov se Iran uvršča na osemnajsto mesto po velikosti držav na svetu.
Iran deli svoje severne meje s tremi bivšimi sovjetskimi republikami: Armenijo, Azerbajdžanom in Turkmenistanom. Te meje so dolge več kot 2.000 kilometrov, vključno s skoraj 650 kilometri (varianta 740 km - spor) vodne meje ob južni obali Kaspijskega jezera. Na zahodu Iran meji s Turčijo, na severu in na jugu na Irak, kjer se meja konča na Shațț al-Arab, ki ga Iranci imenujejo Arvand Rud.
Perzijski in Omanski zaliv tvorita celotno 1770 kilometrov dolgo južno mejo. Na vzhodu in severu meji na Afganistan in na jugu na Pakistan. Po dolžini, od Azerbajdžana na severozahodu do Sistana in Balučistana na jugovzhodu, je približno 2.333 kilometrov.

## Podatki
Površina:
- skupaj: 1.648.000 km2
- kopno: 1.636.000 km2
- vode: 12.000 km2

Meje:
- skupaj: 5.440 km
- meje z državami: Afhanistan 936 km, Armenija 35 km, Azerbajdžan 432 km, Azerbajdžanska ekslava Nahičevan 179 km, Irak 1.458 km, Pakistan 909 km, Turčija 499 km, Turkmenistan 992 km.

Obala: 2.440 km
- opomba: od tega meji na Kaspijsko jezero s 740 km.

Pomorske zahteve:
- Zunanji pas: 24 NM (44,4 km)
- epikontinentalni pas: naravno podaljšanje
- izključna ekonomska cona: dvostranski sporazumi ali dogovorjene črte v Perzijskem zalivu
- teritorialnega morja: 12 NM (22,2 km)

Ekstremne nadmorske višine:
- najnižja točka: Kaspijsko jezero −28 m
- najvišja točka: Damavand 5610 m

## Topografija
Iran sestavlja razgibano Iransko višavje z gorskimi planotami in visoko ležečimi kotlinami. Glavno pogorje je Zagros, niz vzporednih grebenov z vrinjenimi ravnicami, ki razpolavlja državo od severozahoda do jugovzhoda. Številni vrhovi v Zagrosu presegajo 3000 metrov nmv, v južni in osrednji regiji je vsaj pet vrhov, ki so višji kot 4.000 metrov.
V jugovzhodnem delu Zagrosa povprečna nadmorska višina vrhov drastično upade pod 1500 metrov. Ob Kaspijskem jezeru leži še ena ozka vendar visoka veriga gora, Elburs (Reshteh-ye Kūhhā-ye Alborz). Vulkan Damavand, visok 5610 metrov, se nahaja v središču pogorja in je najvišji vrh v državi ter tudi najvišja gora Evrazije zahodno od Hindukuša.
Osrednji del Irana je sestavljen iz več zaprtih kotlin, ki nosijo skupno ime Iransko višavje. Povprečna nadmorska višina te planote je približno 900 metrov, vendar več gora nad planoto presega 3000 metrov. Na vzhodnem delu planote sta dve slani puščavi, Dasht-e Kavĩr (Velika slana puščava) in Dasht-e Lut. Razen nekaterih raztresenih oaz, sta ti puščavi nenaseljeni.
Iran ima samo dve prostrani nižini: ravnica Kuzestan na jugozahodu in obalne ravnice ob Kaspijskem jezeru na severu. Prva je približno trikotne oblike in se širi v Mezopotamiji ter je okoli 160 kilometrov široka in okoli 120 kilometrov dolga in sega komaj nekaj metrov nad morsko gladino, nato pa se nenadoma sreča s prvimi vznožji Zagrosa. Velik del Kuzestanske ravnice je prekrit z močvirji.
Kaspijska ravnica je daljša in ožja. Razprostira se okoli 640 km vzdolž obale Kaspijskega jezera in je na najširši točki široka manj kot 50 km, ponekod jo tudi manj kot 2 km loči od gorovja Elbrus. Perzijski zaliv južno od Kuzestana in obale Omanskega zaliva nimajo pravih ravnic, ker se gorovje Zagros na teh področjih vzpne takoj od obale.
V državi ni velikih rek. Večja je reka Karun, dolga 830 kilometrov in je plovna za plitve čolne na razdalji približno 180 kilometrov od Koramšarja do Ahvaza. Druge večje reke so Karkheh, ki je dolga 700 kilometrov in se izliva v Tigris in reka Zayandeh, dolga 300 km. Številne druge stalne reke in potoki odtečejo tudi v Perzijski zaliv, medtem ko se številne manjše reke, ki izvirajo v severozahodnem Zagrosu ali Elbrusu izlivajo v Kaspijsko jezero.
Na Iranskem višavju so sicer številne reke, ki pa so večji del leta suhe, spomladi ob taljenju snega v gorah pa tečejo po stalnih strugah in končajo v slanih jezerih, ki se običajno izsušijo v poletnih mesecih. Na severozahodu leži stalno slano Urmijsko jezero (tudi jezero Urmiyeh, nekaj časa imenovan tudi Rezaiyeh po Mohammadu Reza šahu). Obstaja tudi več med seboj povezanih slanih jezer vzdolž meje z Afganistanom v provinci Balučistan va Sistan.

## Geologija
Iran v geološkem smislu karakterizira pripadnost gorskemu pasu evrazijske litosferske plošče iz terciara, v ožjem smislu pa prostranemu Iranskemu višavju, ki je nastalo s konsolidacijo predkambrijske osnove, kar nekateri geologi smatrajo za odmik predkambrijske arabske plošče. Nastanek bolj ali manj stabilnih ostankov predkambrijskih strukturnih slojev in geološko mlajših elementov, kot so terciarne gorske cone Elbrusa in Zagrosa je nesporno, pa vendar je razlaga njihovega razvoja prešla skozi drastične spremembe. Današnje stanje se lahko strne na sledeči način:
1. Elbrus in srednje-iransko gorovje se v stratigrafskem in strukturalnem smislu mnogo bolj prepletata kot so prvotno predpostavljali.
2. Manjkajo paleozoiski orogeni (med poznim predkambrijem in srednjim triasom) kar nakazuje, da je srednji Iran izkusil verjetno enakomerne kontinentalne in epikontinentalne pogoje oziroma tektonsko stabilnost.
3. Mezozoiske in terciarne cone karakterizira alpska orogeneza, ki prekriva vse dele srednjega Irana skupaj z obrobjem. Konkretno, periferni nabori pasov kot so Kopet-Dag, pogorje Makrana ali Zagros, so vključeni v geosinklinalni razvoj, medtem ko je iransko jedro obdržalo svoj epikontinentalni značaj.
4. Za razliko od drugih regij sveta, iranska pogorja terciarnega porekla zadržujejo močne predterciarne elemente, vključno predkambrijske orogene.
5. Sodobne geološke raziskave kažejo, da je tzv. „središčna masa”, verjetno omejena samo na manjše dele srednjega Irana oziroma tzv. „lutski blok”.

To se lahko podkrepi z dejstvom, da do sedaj niso našli nobenih sledov kaledonskih in hercinskih orogenez. Prav tako se sedimenti poprečne debeline 3000 − 4000 m v srednjem Iranu v glavnem odlikujejo kot homogeni kontinentalni materiali terestrialnega porekla z relativno visoko stopnjo enoličnosti. Nameščeni so nad konsolidiranimi erozivnimi površinami, ki datirajo v trias ali starejša obdobja, včasih celo pokrivajo predkambrijsko podlago in erozivne platforme. Za proučevanje geološkega razvoja je pomembna teorija o tektoniki plošč; na osnovi paleontoloških in paleomagnetskih podatkov večina geologov meni, da je Iran del stare Gondvane, umeščajo pa ga med današnjo lokacijo in Afriški rog. Iranska plošča je današnji položaj dobila ob koncu krede in kasneje, njen tektonski udar z arabsko ploščo pa ni izzval samo nabiranje Zagrosa, temveč tudi obsežne vulkanske odnosno potresne aktivnosti, ki so pogoste tudi danes.
Geološke cone Irana variirajo odvisno od strokovnih virov. Najpogosteje se navajajo delitve po J. Stöcklinu in J. V. Harrisonu iz leta 1968, metamorfna karta Iranskega geološkega zavoda iz leta 1986, in geološke analize N. Nezafatija iz zadnjega desetletja.
Iran se lahko razdeli na pet naravnih regij: kaspijske nižine, pogorje Elbrus s Kopet-Dagom, srednjo visoko planoto, pogorje Zagros z Makranom ter obalne nižine Perzijskega zaliva. Iransko višavje je najpomembnejši geomorfološki faktor v geološki strukturi glede na to da je popolnoma fluvialno oziroma hidrografsko odrezano od oceanov. Pogorje Elbrusa in Kopet-Daga na severu in Zagrosa in Makrana na zahodu in jugu ustvarjajo geološko-geomorfološko oviro, ki odvaja skoraj polovico iranskega kopna od direktnega stika z Indijskim oceanom. Ta ogromna površina je zelo kompleksna geološka struktura. Podroben pogled na geologijo srednjega Irana odkriva njen vpliv na geomorfologijo in ekologijo države. Največje razvodnice notranjih drenažnih kotlin so razumljive izključno kot izhod geološkega razvoja oziroma terciarne strukture alpske orogeneze. Primer sta sosednji zaprti prostrani puščavi Dašt-e Kavira (>200.000 km²) in Dašt-e Luta (166.160 km²), ki se nahajata na različnih nadmorskih višinah in sta razdvojeni z nagubanim gorstvom iz obdobja terciara.

## Podnebje
Iran ima spremenljivo podnebje. Na severozahodu so zime hladne z veliko snega in temperaturami pod lediščem v decembru in januarju. Pomlad in jesen sta relativno blagi, medtem ko so poletja suha in vroča. Na jugu so zime mile, poletja pa zelo vroča, povprečne dnevne temperature v juliju presegajo 38 °C. V nižinah Kuzistana poletno vročino spremlja visoka vlažnost.
Na splošno velja da ima Iran sušno podnebje, v katerem večina razmeroma skromnih letnih padavin pade od oktobra do aprila. V večjem delu države je letna količina padavin povprečno 250 milimetrov ali manj. Glavne izjeme so višje gorske doline Zagrosa in obalne ravnice ob Kaspijskem jezeru, kjer je padavin povprečno vsaj 500 milimetrov na leto. V zahodnem delu Kaspijskega jezera količina padavin presega 1000 milimetrov na leto in je razdeljena enakomerno skozi vse leto. Nasprotno pa nekatere kotline na Iranskem višavju prejmejo le deset centimetrov ali manj padavin letno.
|  | kaspijsko blago in vlažno kaspijsko blago mediteransko s spomladanskim dežjem mediteransko hladno gorsko zelo hladno gorsko hladno polpuščavslo vroče polpuščavslo suho puščavsko vroče puščavsko vroče suho obalno suho obalno |

- Južni Elbrus blizu Firouzkuha
- Pogled na vulkan Damavand
- Gozd v pokrajini Gilan

## Rastlinstvo in živalstvo
7% države je poraščene z gozdom. Najobsežnejši gozdovi so na gorskih pobočjih ob Kaspijskem jezeru, s sestoji hrasta, jesena, bresta, cipres in drugih dragocenih drevesnih vrst. Na Iranskem višavju so področja hrasta na gorskih pobočjih z več padavinami, vaščani gojijo sadovnjake, rastejo pa tudi platane, topoli, vrba, oreh, bukev, javor in murve. Divje rastline in grmičevje zrastejo spomladi, vendar je poletno sonce premočno zanj. Po podatkih FAO so glavne vrste gozdov v Iranu naslednje:
- Kaspijski gozdovi na severnih območjih - 19.000 km2
- Gozdovi na apnenčastih gorah v severovzhodnih območjih (gozdovi brina, cipresovke Juniperus) 13.000 km2
- Gozdovi pistacij v vzhodnih, južnih in jugovzhodnih območjih – 26.000 km2
- Hrastovi gozdovi v osrednjih in zahodnih območjih – 35.000 km2
- Grmi puščave Kavir, območja v osrednjem in severovzhodnem delu države  – 10.000 km2
- Subtropski gozdovi južne obale, kot mangrove 5.000 km2

Živalstvo Irana je raznoliko in ga sestavlja več živalskih vrst kot so medvedi, gazele, divje svinje, volkovi, šakali, jaguarji, risi in lisice. Domače živali so ovce, koze, govedo, konji, vodni bivoli, osli in kamele. Med pticami so fazani, jerebice, štorklje, orli in sokoli tudi avtohtoni v Iranu.
Od leta 2001 velja 20 vrst sesalcev in 14 vrst ptic v Iranu za ogrožene. Med njimi so balučistanski medved (Ursus thibetanus gedrosianus), podvrsta azijskega črnega medveda, perzijski damjak, sibirski žerjav, prava kareta (Eretmochelys imbricata), zelena želva, kobra Oxus, Vipera latifii, dugong (Dugong dugon) in delfini. Azijski gepard je kritično ogrožena vrsta, ki je drugje izumrla in ga je zdaj mogoče najti le v Iranu.
Iran je izgubil vse svoje azijske leve in tigre ob Kaspijskem jezeru v zgodnjem 20. stoletju. Sirski divji osel je izumrl. Medvedov, divjih ovac in koz, gazel, oslov in divjih prašičev, jaguarjev in lisic je v gorah na pretek.
Perzijski leopard pravijo, da je največja podvrsta leoparda na svetu. Divji kozorog (Capra aegagrus aegagrus) je njegova glavna hrana. Zato ga najdemo po celotnem Elbrusu in Zagrosu, kot tudi na manjših območjih znotraj Iranskega višavja. Leopardja populacija je zelo redka, zaradi izgube habitata in naravnega plena. Razen divjega kozoroga velja za njegovo hrano še divja ovca, divji prašič, srna  in domače živali.

## Ekosistem in biosfera
Iran se po biotski raznovrstnosti uvršča na 13. mesto na svetu.

### Skrb za okolje
Naravne nesreče so: periodična suša, poplava, prašne nevihte, peščeni viharji, potresi ob zahodni meji in na severovzhodu.
Okolje - aktualna vprašanja: onesnaževanje zraka, zlasti v urbanih območjih, zaradi emisij vozil, delovanja rafinerij in industrijske odpadne vode, krčenje gozdov, paša, dezertifikacija, onesnaževanje z nafto v Perzijskem zalivu, izgube mokrišč zaradi suše, degradacija tal (zasoljevanje), neustrezno črpanje pitne vode na nekaterih področjih, urbanizacija.
Okoljski problemi v Iranu obsegajo zlasti v urbanih območjih zmanjševanje emisij vozil, rafinerije in industrijske odpadne vode, ki prispevajo k slabi kakovosti zraka. Večina avtomobilov uporablja osvinčeni plin, pomanjkljiva je oprema za nadzor emisij. Teheran je ocenjen kot eno od najbolj onesnaženih mest na svetu. Vendar pa naj bi avtobusi in avtomobili s pogonom na zemeljski plin nadomestil obstoječi vozni park javnega prometa v prihodnosti. Ker cene energije ohranjajo umetno nizke z večjimi državnimi subvencijami, so vzorci potrošnje zelo neučinkoviti in onesnažujejo okolje. Upravljanje prometa, pregled vozil, splošna uporaba električnih koles in elektronsko upravljanje, so tudi del rešitve.
Narašča pojavnost bolezni dihal, zato so mestne oblasti v Teheranu in Araku jugozahodno od prestolnice, uvedle programe za nadzor nad onesnaževanjem zraka. Cilj teh programov je postopno zmanjšanje količine škodljivih snovi izpuščenih v ozračje.
Velik del ozemlja Irana trpi zaradi čezmerne paše, dezertifikacije in krčenja gozdov. Industrija in komunalne odpadne vode onesnažujejo reke, obalne vode in ogrožajo vire pitne vode. Močvirja in viri pitne vode so vedno bolj uničeni tudi od naftnih in kemijskih razlitij v Perzijskem zalivu in ob Kaspijske jezeru. Čeprav ministrstvo za okolje obstaja že od leta 1971, Iran še nima razvite politike trajnostnega razvoja, saj imajo kratkoročni ekonomski cilji prednost.
Svetovna banka ocenjuje izgube povzročene iranskemu gospodarstvu kot posledica onesnaženosti zraka na 640.000.000 $, kar je enako 0,57 % BDP. Bolezni, ki so posledica onesnaženega zraka, povzročajo izgubo iranskemu gospodarstvu ocenjeno na 260.000.000 $ na leto ali 0,23 % BDP. Poročilo Programa Združenih narodov za okolje je uvrstil Iran na 117. mesto med 133 državami na področju okoljskih indeksov.
Večji okoljski sporazumi so:
- Podpisani: Biotska raznovrstnost, podnebne spremembe, Kjotski protokol, dezertifikacija, nevarni odpadki, morska odlagališča, varovanje ozonskega plašča, mokrišča.
- Podpisani, vendar jih ni ratificirala: Konvencija o okoljskih spremembah, Konvencija Združenih narodov o pomorskem mednarodnem pravu (UNCLOS), zaščita morskega življenja.